# Gift - Part 2
《Gift - Part 2》는 박효신의 6번째 정규음반 2번째 파트로서 2010년 12월 13일에 발매되었다. 총 트랙수는 7개이며, 타이틀 곡은 〈사랑이 고프다〉이다.

## 개요
《Gift - Part 2》는 《Gift - Part 1》을 발매할 당시 박효신의 데뷔 10주년을 기념하는 앨범이자 팬들에게 선사하는 특별 선물로 기획되어, 총 2부작으로 구성된 'Gift'의 Part 2로서 원래는 작년에 발매 계획에 있었으나, 앨범의 완성도를 높이기 위해 발매를 늦췄다.
《Gift - Part 2》는 작곡가 황세준이 프로듀서를 맡았으며, 타이틀 곡 <사랑이 고프다>는 황세준, 김세진 작곡, 최갑원 작사의 작품이다.

## 트랙리스트
| #            | 제목                                             | 작사                 | 작곡           | 편곡           | 재생 시간 |
| ------------ | ------------------------------------------------ | -------------------- | -------------- | -------------- | --------- |
| 1.           | 〈Beautiful Day〉 (Feat. 스컬)                   | 최갑원, 박효신, 스컬 | PJ, 민웅식     | PJ             | 3:41      |
| 2.           | 〈사랑이 고프다 (I Promise You)〉                | 최갑원               | 황세준, 김세진 | 김두현, 이주형 | 4:23      |
| 3.           | 〈눈물날려 그래〉                                | 린, 박효신, 박창현   | 황세준, 김도훈 | 김도훈, 김두현 | 3:52      |
| 4.           | 〈Only U〉                                       | 전군                 | 이상인, 이주형 | 이주형         | 3:26      |
| 5.           | 〈러브바리스타〉 (Feat. 서인국)                  | 이경                 | PJ, 민웅식     | PJ             | 4:26      |
| 6.           | 〈안녕 사랑아〉                                  | 강은경               | 황세준, 김도훈 | 황세준, 박인영 | 3:56      |
| 7.           | 〈사랑이 고프다〉 (I Promise You / Instrumental) |                      | 황세준, 김세진 | 김두현, 이주형 | 4:23      |
| 총 재생 시간 | 총 재생 시간                                     | 총 재생 시간         | 총 재생 시간   | 총 재생 시간   | 28:23     |